# سیارک ۱۴۰۱
سیارک ۱۴۰۱ (به انگلیسی: 1401 Lavonne، نامگذاری:1935UD) هزار و چهارصد و یکمین سیارک کشف شده‌است که در ۲۲ اکتبر ۱۹۳۵ کشف شد.
قدر مطلق سیارک برابر ۱۲٫۲۵ است.